# Çalköy, Düzköy
Çalköy là một thị trấn thuộc huyện Düzköy, tỉnh Trabzon, Thổ Nhĩ Kỳ. Dân số thời điểm năm 2011 là 1.983 người.